# 龍年效應
龍年效應是指臺灣、香港、新加坡等地區華人因迷信於龍年出生的子女較其他生肖佳而集中在龍年出生孩子的現象。在中國文化中，龍有特殊的地位，也是歷代君主的象徵。這是出現這種迷信的主因。然而，目前仍未有可靠科學統計，證明於龍年出生的人士比其他生肖年份出生的人士更優秀或成功。
龍年效應對政府的人口規劃造成很大的負面影響，例如龍年出生的適齡學童，其學位需求便較其他年份為高。